# Campeonato colombiano 1963
El Campeonato colombiano 1963 fue el decimosexto (16°.) torneo de la Categoría Primera A de fútbol profesional colombiano en la historia. 

## Desarrollo
En esta temporada participaron 13 equipos, de los cuales fueron 12 que disputaron la temporada anterior, con el regreso del Unión Magdalena que regresó a la competencia tras estar ausente durante dos años consecutivos.
Se jugaron cuatro vueltas (dos de local, dos de visitante) sumando 52 fechas. Este campeonato fue el tercero consecutivo que ganó Millonarios. Se jugaron 312 partidos entre los 13 clubes inscritos y se anotaron 1.062 goles siendo el Santa Fe el que más anotó con 112 conquistas y el que más recibió fue el Unión Magdalena con 121 goles en contra.
Los goleadores fueron Omar Lorenzo Devanni del Atlético Bucaramanga y José Omar Verdún del Cúcuta Deportivo con 36 goles.

## Datos de los clubes
| Equipo                 | Departamento       | Ciudad      |
| ---------------------- | ------------------ | ----------- |
| América de Cali        | Valle del Cauca    | Cali        |
| Atlético Bucaramanga   | Santander          | Bucaramanga |
| Atlético Nacional      | Antioquia          | Medellín    |
| Cúcuta Deportivo       | Norte de Santander | Cúcuta      |
| Deportes Quindío       | Caldas             | Armenia     |
| Deportes Tolima        | Tolima             | Ibagué      |
| Deportivo Cali         | Valle del Cauca    | Cali        |
| Deportivo Pereira      | Caldas             | Pereira     |
| Independiente Medellín | Antioquia          | Medellín    |
| Millonarios            | Bogotá, D. C.      | Bogotá      |
| Once Caldas            | Caldas             | Manizales   |
| Independiente Santa Fe | Bogotá, D. C.      | Bogotá      |
| Unión Magdalena        | Magdalena          | Santa Marta |

## Clasificación
| Pos. | Equipo                 | Pts. | PJ | G  | E  | P  | GF  | GC  | Dif. | Clasificación                 |
| ---- | ---------------------- | ---- | -- | -- | -- | -- | --- | --- | ---- | ----------------------------- |
| 1    | Millonarios            | 63   | 48 | 27 | 9  | 12 | 102 | 61  | +41  | Copa de Campeones de América. |
| 2    | Santa Fe               | 61   | 48 | 24 | 13 | 11 | 112 | 81  | +31  |                               |
| 3    | Deportivo Cali         | 60   | 48 | 23 | 14 | 11 | 77  | 59  | +18  |                               |
| 4    | Cúcuta Deportivo       | 55   | 48 | 21 | 13 | 14 | 95  | 68  | +27  |                               |
| 5    | Once Caldas            | 54   | 48 | 21 | 12 | 15 | 95  | 96  | −1   |                               |
| 6    | Deportivo Pereira      | 50   | 48 | 19 | 12 | 17 | 96  | 77  | +19  |                               |
| 7    | Independiente Medellín | 50   | 48 | 18 | 14 | 16 | 73  | 66  | +7   |                               |
| 8    | América de Cali        | 48   | 48 | 14 | 20 | 14 | 73  | 68  | +5   |                               |
| 9    | Deportes Quindío       | 46   | 48 | 16 | 14 | 18 | 63  | 75  | −12  |                               |
| 10   | Atlético Bucaramanga   | 41   | 48 | 14 | 13 | 21 | 68  | 80  | −12  |                               |
| 11   | Atlético Nacional      | 40   | 48 | 15 | 10 | 23 | 79  | 101 | −22  |                               |
| 12   | Unión Magdalena        | 28   | 48 | 10 | 8  | 30 | 68  | 121 | −53  |                               |
| 13   | Deportes Tolima        | 28   | 48 | 8  | 12 | 28 | 61  | 109 | −48  |                               |

 Fuente: Rsssf

## Resultados
| 1963                   | AME     | BUC     | CAL     | CUC     | MAG     | MED     | MIL     | NAL     | ONC     | PER     | QUI     | SFE     | TOL     |
| América de Cali        |         | 6:2 1:1 | 2:2 1:1 | 1:1 1:0 | 3:1 2:2 | 2:1 3:2 | 3:2 0:0 | 4:1 2:4 | 1:0 3:0 | 3:1 0:2 | 6:0 1:1 | 2:2 2:2 | 0:0 2:2 |
| Atlético Bucaramanga   | 0:1 1:1 |         | 1:0 0:1 | 1:1 0:3 | 3:0 0:0 | 2:1 1:1 | 0:2 1:0 | 2:1 3:1 | 5:1 3:3 | 2:1 1:0 | 3:0 0:0 | 1:0 2:1 | 2:1 1:1 |
| Deportivo Cali         | 1:1 2:1 | 4:1 2:1 |         | 2:2 3:2 | 5:2 3:1 | 1:0 0:1 | 0:1 1:1 | 4:2 3:2 | 2:0 0:0 | 2:1 3:2 | 1:1 2:1 | 1:1 2:0 | 3:0 2:1 |
| Cúcuta Deportivo       | 6:0 1:1 | 0:0 1:1 | 2:3 1:1 |         | 1:1 6:3 | 2:1 4:1 | 4:1 1:4 | 3:1 1:0 | 6:3 3:0 | 1:1 2:0 | 2:1 2:1 | 1:1 2:1 | 5:1 5:0 |
| Unión Magdalena        | 0:1 1:1 | 4:3 2:1 | 1:2 1:2 | 5:3 2:1 |         | 1:0 1:1 | 1:1 0:2 | 2:0 2:3 | 2:3 0:2 | 0:0 3:2 | 4:2 2:2 | 3:4 3:1 | 3:2 1:2 |
| Independiente Medellín | 1:0 0:0 | 0:0 2:1 | 1:3 0:0 | 2:1 3:1 | 3:1 2:1 |         | 1:1 2:1 | 1:0 3:0 | 1:3 6:2 | 3:1 2:0 | 3:0 1:1 | 3:3 2:2 | 2:2 2:0 |
| Millonarios            | 1:1 3:2 | 1:0 3:2 | 3:2 2:3 | 5:0 3:1 | 6:0 2:1 | 2:1 1:2 |         | 2:1 2:2 | 3:0 0:0 | 5:2 3:1 | 0:0 3:2 | 3:2 2:2 | 8:1 4:1 |
| Atlético Nacional      | 3:1 3:2 | 3:2 4:3 | 2:1 2:1 | 0:2 1:1 | 4:3 3:0 | 3:2 1:1 | 0:1 1:2 |         | 3:6 2:2 | 4:4 0:1 | 1:0 1:5 | 0:2 1:3 | 0:0 1:0 |
| Once Caldas            | 0:3 1:0 | 3:1 1:1 | 1:1 2:0 | 3:3 2:0 | 3:1 2:1 | 3:3 1:1 | 2:0 2:1 | 3:1 3:2 |         | 3:2 3:1 | 2:3 2:2 | 4:1 2:2 | 2:1 4:1 |
| Deportivo Pereira      | 3:0 0:0 | 3:1 4:1 | 4:0 0:0 | 3:2 1:0 | 5:1 4:1 | 5:1 2:2 | 3:2 2:1 | 1:1 3:1 | 3:1 2:3 |         | 1:1 5:0 | 2:2 3:3 | 3:1 3:1 |
| Deportes Quindío       | 2:1 0:0 | 2:1 2:1 | 1:0 3:1 | 1:0 0:3 | 5:2 1:0 | 2:1 0:1 | 1:0 1:2 | 2:2 1:1 | 3:2 1:1 | 2:3 2:1 |         | 0:1 1:3 | 1:0 2:0 |
| Independiente Santa Fe | 3:2 3:1 | 2:1 5:2 | 1:0 2:3 | 0:0 1:2 | 6:2 3:0 | 2:1 2:1 | 3:2 1:2 | 2:3 2:2 | 5:1 3:1 | 3:3 2:1 | 3:2 1:0 |         | 4:0 8:5 |
| Deportes Tolima        | 2:1 1:1 | 2:2 2:4 | 0:0 1:1 | 1:2 0:2 | 3:0 5:0 | 1:0 0:1 | 0:1 2:5 | 2:0 3:5 | 3:4 4:3 | 1:1 1:0 | 0:0 2:2 | 1:3 1:3 |         |

|                                |
| Bandera de Colombia            |
| Campeón Millonarios 8.º título |

## Goleadores
| Jugador              | Equipo               | Goles |
| -------------------- | -------------------- | ----- |
| Omar Lorenzo Devanni | Atlético Bucaramanga | 36    |
| José Omar Verdún     | Cúcuta Deportivo     | 35    |
| Oswaldo Galarza      | Once Caldas          | 29    |